# East Shaftoe
East Shaftoe var en civil parish 1866–1955 när det uppgick i Capheaton, i grevskapet Northumberland i England. Civil parish var belägen 5 km från Belsay och hade 20 invånare år 1951.